# Поплужное
Поплужное — поземельный налог, уплачиваемый натурой (зерном, медом, воском и т. п). Взимался с крестьян Киевской Руси в IX — первой пол. XIV ст. Название налога происходит от названия плуга — древнерусской единицы налогообложения. Поплужное шло на военные расходы, содержание великокняжеского двора и тому подобные цели. Аналогичный налог в Великом княжестве Литовском и на Чернигово-Северщине назывался «лановое».